# Sim e Amém
Sim e Amém é o vigésimo primeiro álbum do Ministério de Louvor Diante do Trono. 
O álbum foi gravado ao vivo no dia 14 de abril de 2022, durante o XXII Congresso Diante do Trono intitulado "O Caminho da Felicidade" na Expo Dom Pedro - Campinas / São Paulo e lançado no dia 26 de janeiro de 2023 pela distribuidora Onimusic. 
O álbum é composto por oito faixas inéditas e dois espontâneos. Contou com as participações especiais de Gabi Sampaio, Isaias Saad, Rafael Bicudo, Isaque Bessa e das bandas Morada, Central 3 e Fhop Music. 
Todas as faixas do álbum foram lançadas como singles e videoclipes no canal oficial do YouTube do Diante do Trono e juntas, somam mais de 5 milhões de visualizações.
O primeiro single "Relance (Digno é o Cordeiro)" foi lançado dia 9 de agosto de 2022.

## História
Desde o segundo semestre de 2020, Ana Paula Valadão, indicada pela gravadora OniMusic, participa do projeto de composição de músicas inéditas na língua inglesa em parceria com ministros e cantores estadunidenses promovido pelo Ministério Revere. Em dezembro de 2020, as músicas "Te Adoramos" e "Sobre as Ruínas" nascidas neste encontro, foram gravadas em português do álbum Respirar. 
No segundo semestre de 2021, outro encontro deste projeto foi realizado, porém, além de Ana Paula Valadão, os cantores brasileiros Rafael Bicudo, Gabi Sampaio e Isaque Bessa foram convidados. 
Ana Paula Valadão escolheu e versionou para o português cinco músicas nascidas neste encontro para compor o 21º álbum do Diante do Trono que seria gravado ao vivo com o retorno presencial dos congressistas afastados devido a pandemia de Covid-19. Outra novidade deste projeto é a parceria da composição de Ana Paula Valadão com o seu filho Isaque Bessa e com o cantor Isaias Saad nas músicas "Pra Sempre com Você" e "Tudo em Todos", faltando um mês da data da gravação do álbum. 
Durante a gravação, as canções: "Outro Chão", "Pra Sempre com Você" e "Relance" foram gravadas em língua inglesa, porém, somente  "I Will Always Be There", entrou no álbum e as outras duas foram descartadas juntamente ao espontâneo com a voz do público da versão "Glimpse".   
O título do álbum foi escolhido através do voto na enquete do perfil do Instagram da Ana Paula Valadão. As opções foram: "Relance - Digno é o Cordeiro", "Sim e Amém" e "Pra Todo Sempre". "Sim e Amém " foi a mais votada, sendo esta canção a preterida pela cantora para ser o tema do projeto desde antes da gravação.  

## Faixas
| N.º            | Título                                                      | Compositor(es)                                                                                              | Duração |  |
| 1.             | "Sim e Amém"                                                | Ana Paula Valadão Bessa                                                                                     | 07:44   |  |
| 2.             | "Venha a Mim (part. Fhop Music e Central 3)"                | Ana Paula Valadão Bessa, Jessica Hitte, Lebron Arnwine                                                      | 3:56    |  |
| 3.             | "Cantem no Caminho (part. MORADA)"                          | Ana Paula Valadão Bessa, Elvey Godfrey Thring, Ethan Parker, George Job, Matthew Bridges, Paz Aguayo Parker | 7:27    |  |
| 4.             | "Espontâneo - Aclame ao Senhor (part. MORADA)"              | Ana Paula Valadão Bessa, Brunão Morada, Darlene Zschech                                                     | 2:57    |  |
| 5.             | "Outro Chão (part. Central 3, Gabi Sampaio, Rafael Bicudo)" | Ana Paula Valadão Bessa, Brandin Reed, Gabi Sampaio, Pevê Brito, Rafael Bicudo, Robson Galvão               | 5:37    |  |
| 6.             | "Pra Sempre com Você (part. Isaque Valadão Bessa)"          | Ana Paula Valadão Bessa, Isaque Valadão Bessa                                                               | 4:46    |  |
| 7.             | "I Will Always Be There (part. Isaque Valadão Bessa)"       | Ana Paula Valadão Bessa, Isaque Valadão Bessa                                                               | 4:49    |  |
| 8.             | "Tudo em Todos (part. Isaías Saad)"                         | Ana Paula Valadão Bessa, Addison Bevere, Isaías Saad, Matt Maher                                            | 8:44    |  |
| 9.             | "Relance (Digno é o Cordeiro)"                              | Ana Paula Valadão Bessa, Ethan Parker, Paz Aguayo Parker                                                    | 6:55    |  |
| 10.            | "Espontâneo - Digno é o Cordeiro"                           | Ana Paula Valadão Bessa                                                                                     | 8:18    |  |
| 11.            | "Pra Todo o Sempre"                                         | Ana Paula Valadão Bessa                                                                                     | 7:42    |  |
| Duração total: | Duração total:                                              | Duração total:                                                                                              | 68:55   |  |